# Zenkeria stapfii
Zenkeria stapfii är en gräsart som beskrevs av Johannes Jan Theodoor Henrard. Zenkeria stapfii ingår i släktet Zenkeria och familjen gräs. Inga underarter finns listade i Catalogue of Life.